# A Ferencvárosi TC 1969-es szezonja
A Ferencvárosi TC 1969-es szezonja szócikk a Ferencvárosi TC első számú férfi labdarúgócsapatának egy szezonjáról szól, mely összességében és sorozatban a 68. idénye volt a csapatnak a magyar első osztályban. A klub fennállásának ekkor volt a 70. évfordulója.

## Mérkőzések
| Színmagyarázat | Színmagyarázat |
| -------------- | -------------- |
|                | Győzelem.      |
|                | Döntetlen.     |
|                | Vereség.       |

### BEK
1. forduló
| 1969. szeptember 17. |

| CSZKA Szofija  | 2 – 1               | Ferencváros |
| -------------- | ------------------- | ----------- |
| Zhekov 10' 51' | (1 – 0) Jegyzőkönyv | Rákosi 75'  |

| Narodna Armija Stadion, Szófia Nézőszám: 30 000 |

| 1969. október 1. |

| Ferencváros                                        | 4 – 1               | CSZKA Szofija  |
| -------------------------------------------------- | ------------------- | -------------- |
| Szőke 3' 83' (11-esből) Branikovits 14' Rákosi 60' | (2 – 1) Jegyzőkönyv | Marashliev 27' |

| Népstadion, Budapest Nézőszám: 25 000 |

2. forduló
| 1969. november 12. |

| Leeds United           | 3 – 0               | Ferencváros |
| ---------------------- | ------------------- | ----------- |
| Giles 2' Jones 21' 36' | (3 – 0) Jegyzőkönyv |             |

| Elland Road, Leeds Nézőszám: 37 291 |

| 1969. november 26. |

| Ferencváros | 0 – 3               | Leeds United                            |
| ----------- | ------------------- | --------------------------------------- |
|             | (0 – 1) Jegyzőkönyv | Novák 37' (öngól) Jones 80' Lorimer 83' |

| Népstadion, Budapest Nézőszám: 5 620 |

### NB 1 1969

#### Tavaszi fordulók
| 1. forduló 1969. március 2. |

| Ferencváros                | 2 – 0               | Vörös Meteor Egyetértés |
| -------------------------- | ------------------- | ----------------------- |
| Branikovits 22' Albert 80' | (1 – 0) Jegyzőkönyv |                         |

| Népstadion, Budapest Nézőszám: 12 000 Játékvezető: Wottava Tibor (magyar) |

| 2. forduló 1969. március 9. |

| Budapesti Honvéd            | 2 – 3               | Ferencváros                     |
| --------------------------- | ------------------- | ------------------------------- |
| Pusztai 13' 35' Kelemen 90′ | (2 – 2) Jegyzőkönyv | Szőke 16' Albert 22' Juhász 55' |

| Népstadion, Budapest Nézőszám: 25 000 Játékvezető: Zsolt István (magyar) |

| 3. forduló 1969. március 16. |

| Ferencváros                                                        | 6 – 1               | Haladás VSE |
| ------------------------------------------------------------------ | ------------------- | ----------- |
| Novák 14' (11-esből) Branikovits 31' Albert 48' 61' Németh 75' 85' | (2 – 0) Jegyzőkönyv | Szabó 56'   |

| Népstadion, Budapest Nézőszám: 8 000 Játékvezető: Radó János (magyar) |

| 4. forduló 1969. március 22. |

| Vasas               | 2 – 2               | Ferencváros    |
| ------------------- | ------------------- | -------------- |
| Nell 14' Vidáts 90' | (1 – 1) Jegyzőkönyv | Albert 21' 48' |

| Népstadion, Budapest Nézőszám: 28 000 Játékvezető: Soós Gábor (magyar) |

| 5. forduló 1969. március 30. |

| Ferencváros                     | 2 – 0               | Pécsi Dózsa |
| ------------------------------- | ------------------- | ----------- |
| Novák 13' (11-esből) Albert 43' | (2 – 0) Jegyzőkönyv |             |

| Népstadion, Budapest Nézőszám: 10 000 Játékvezető: Vízhányó László (magyar) |

| 6. forduló 1969. április 4. |

| Diósgyőr | 0 – 0               | Ferencváros |
| -------- | ------------------- | ----------- |
|          | (0 – 0) Jegyzőkönyv |             |

| DVTK-stadion, Miskolc Nézőszám: 30 000 Játékvezető: Emsberger Gyula (magyar) |

| 7. forduló 1969. április 20. |

| Ferencváros                    | 3 – 1               | Salgótarjáni BTC |
| ------------------------------ | ------------------- | ---------------- |
| Albert 73' 85' Branikovits 83' | (0 – 1) Jegyzőkönyv | Szalay 30'       |

| Népstadion, Budapest Nézőszám: 13 000 Játékvezető: Müncz György (magyar) |

| 8. forduló 1969. április 27. |

| Tatabányai Bányász | 1 – 1               | Ferencváros |
| ------------------ | ------------------- | ----------- |
| Csernai 20'        | (1 – 0) Jegyzőkönyv | Németh 70'  |

| Városi Stadion, Tatabánya Nézőszám: 12 000 Játékvezető: Bíróczky János (magyar) |

| 9. forduló 1969. április 30. |

| Ferencváros              | 6 – 2               | Egri Dózsa     |
| ------------------------ | ------------------- | -------------- |
| Németh Branikovits Szűcs | (3 – 0) Jegyzőkönyv | Rajna Lakinger |

| Népstadion, Budapest Nézőszám: 12 000 Játékvezető: Somlai Lajos (magyar) |

| 10. forduló 1969. május 4. |

| Ferencváros         | 2 – 1               | Rába ETO    |
| ------------------- | ------------------- | ----------- |
| Szőke 5' Albert 79' | (1 – 0) Jegyzőkönyv | Somogyi 52' |

| Népstadion, Budapest Nézőszám: 27 000 Játékvezető: Szegedi Barna (magyar) |

| 11. forduló 1969. május 10. |

| MTK                                  | 3 – 4               | Ferencváros                                          |
| ------------------------------------ | ------------------- | ---------------------------------------------------- |
| Dunai 20' (11-esből) Szuromi 51' 55' | (1 – 4) Jegyzőkönyv | Németh 7' Novák 15' (11-esből) Albert 33' Juhász 35' |

| Hungária körút, Budapest Nézőszám: 35 000 Játékvezető: Petri Sándor (magyar) |

| 12. forduló 1969. május 15. |

| Ferencváros | 0 – 2               | Újpesti Dózsa |
| ----------- | ------------------- | ------------- |
|             | (0 – 1) Jegyzőkönyv | Dunai Bene    |

| Népstadion, Budapest Nézőszám: 40 000 Játékvezető: Wottava Tibor (magyar) |

| 13. forduló 1969. május 29. |

| Komlói Bányász | 0 – 0               | Ferencváros |
| -------------- | ------------------- | ----------- |
|                | (0 – 0) Jegyzőkönyv |             |

| Komló Nézőszám: 12 000 Játékvezető: Emsberger Gyula (magyar) |

| 14. forduló 1969. június 22. |

| Ferencváros                               | 4 – 1               | Csepel SC  |
| ----------------------------------------- | ------------------- | ---------- |
| Branikovits 20' Tátrai 21' 69' Rákosi 63' | (2 – 0) Jegyzőkönyv | Kalmár 89' |

| Népstadion, Budapest Nézőszám: 12 000 Játékvezető: Wottava Tibor (magyar) |

| 15. forduló 1969. június 29. |

| Dunaújvárosi Kohász | 0 – 1               | Ferencváros |
| ------------------- | ------------------- | ----------- |
|                     | (0 – 0) Jegyzőkönyv | Szőke 70'   |

| Dunaújváros Nézőszám: 10 000 Játékvezető: Müncz György (magyar) |

#### Őszi fordulók
| 16. forduló 1969. augusztus 3. |

| Haladás VSE | 0 – 2               | Ferencváros                          |
| ----------- | ------------------- | ------------------------------------ |
|             | (0 – 0) Jegyzőkönyv | Branikovits 46' Novák 72' (11-esből) |

| Rohonci úti stadion, Szombathely Nézőszám: 20 000 Játékvezető: Vízhányó László (magyar) |

| 17. forduló 1969. augusztus 10. |

| Ferencváros    | 2 – 0               | Vasas |
| -------------- | ------------------- | ----- |
| Juhász 24' 41' | (2 – 0) Jegyzőkönyv |       |

| Népstadion, Budapest Nézőszám: 20 000 Játékvezető: Kaposi Sándor (magyar) |

| 18. forduló 1969. augusztus 17. |

| Pécsi Dózsa | 1 – 0               | Ferencváros |
| ----------- | ------------------- | ----------- |
| Dunai 17'   | (1 – 0) Jegyzőkönyv |             |

| PMFC Stadion, Pécs Nézőszám: 18 000 Játékvezető: Zsolt István (magyar) |

| 19. forduló 1969. augusztus 23. |

| Ferencváros          | 2 – 0               | Diósgyőr    |
| -------------------- | ------------------- | ----------- |
| Németh 11' Szűcs 23' | (2 – 0) Jegyzőkönyv | Horváth 63′ |

| Népstadion, Budapest Nézőszám: 10 000 Játékvezető: Szegedi Barna (magyar) |

| 20. forduló 1969. augusztus 31. |

| Salgótarjáni BTC   | 2 – 1               | Ferencváros |
| ------------------ | ------------------- | ----------- |
| Básti 49' Jeck 89' | (0 – 1) Jegyzőkönyv | Németh 5'   |

| Salgótarján Nézőszám: 11 000 Játékvezető: Almási János (magyar) |

| 21. forduló 1969. szeptember 3. |

| Ferencváros                        | 3 – 0               | Tatabányai Bányász |
| ---------------------------------- | ------------------- | ------------------ |
| Szőke 5' (11-esből) 25' Katona 77' | (2 – 0) Jegyzőkönyv | Ladinszky 26′      |

| Népstadion, Budapest Nézőszám: 12 000 Játékvezető: Magyar Zoltán (magyar) |

| 22. forduló 1969. szeptember 28. |

| Egri Dózsa | 0 – 0               | Ferencváros |
| ---------- | ------------------- | ----------- |
|            | (0 – 0) Jegyzőkönyv |             |

| Eger Nézőszám: 13 000 Játékvezető: Radó János (magyar) |

| 23. forduló 1969. október 5. |

| Rába ETO             | 2 – 2               | Ferencváros        |
| -------------------- | ------------------- | ------------------ |
| Somogyi 68' Nagy 83' | (0 – 1) Jegyzőkönyv | Szőke 23' Füsi 50' |

| Győr Nézőszám: 5 000 Játékvezető: Bíróczky János (magyar) |

| 24. forduló 1969. október 11. |

| Ferencváros                | 2 – 1               | MTK      |
| -------------------------- | ------------------- | -------- |
| Branikovits 51' Tátrai 60' | (0 – 0) Jegyzőkönyv | Kiss 63' |

| Népstadion, Budapest Nézőszám: 25 000 Játékvezető: Almási János (magyar) |

| 25. forduló 1969. október 26. |

| Újpesti Dózsa | 1 – 1               | Ferencváros     |
| ------------- | ------------------- | --------------- |
| Bene 27'      | (1 – 1) Jegyzőkönyv | Branikovits 14' |

| Megyeri út, Budapest Nézőszám: 22 000 Játékvezető: Kaposi Sándor (magyar) |

| 26. forduló 1969. november 8. |

| Ferencváros | 1 – 1               | Komlói Bányász |
| ----------- | ------------------- | -------------- |
| Füsi 84'    | (1 – 0) Jegyzőkönyv | Solymosi 12'   |

| Népstadion, Budapest Nézőszám: 2 000 Játékvezető: Balla Gyula (magyar) |

| 27. forduló 1969. november 16. |

| Csepel SC        | 1 – 1               | Ferencváros |
| ---------------- | ------------------- | ----------- |
| Rottenbiller 55' | (0 – 1) Jegyzőkönyv | Szőke 24'   |

| Béke téri stadion, Budapest Nézőszám: 8 000 Játékvezető: Somlai Lajos (magyar) |

| 28. forduló 1969. november 19. |

| Vörös Meteor Egyetértés | 1 – 0               | Ferencváros |
| ----------------------- | ------------------- | ----------- |
| Halápi 2'               | (1 – 0) Jegyzőkönyv |             |

| Budapest Nézőszám: 3 000 Játékvezető: Emsberger Gyula (magyar) |

| 29. forduló 1969. november 23. |

| Ferencváros          | 1 – 2               | Dunaújvárosi Kohász           |
| -------------------- | ------------------- | ----------------------------- |
| Andriska 90' (öngól) | (0 – 0) Jegyzőkönyv | Végh 59' Simon 84' (11-esből) |

| Népstadion, Budapest Nézőszám: 4 000 Játékvezető: Hegyes Gyula (magyar) |

| 30. forduló 1969. december 7. |

| Ferencváros                    | 2 – 5               | Budapesti Honvéd                                           |
| ------------------------------ | ------------------- | ---------------------------------------------------------- |
| Vajda 14' Novák 61' (11-esből) | (1 – 2) Jegyzőkönyv | Komora 32' Pusztai 33' 85' Horváth 64' (öngól) Karakas 88' |

| Népstadion, Budapest Nézőszám: 1 000 Játékvezető: Kaposi Sándor (magyar) |

#### Végeredmény
| #  | Csapat             | J  | Gy | D  | V  | Rg | Kg | Gk  | P  | Megjegyzés          |
| -- | ------------------ | -- | -- | -- | -- | -- | -- | --- | -- | ------------------- |
| 1  | Újpesti Dózsa      | 30 | 20 | 8  | 2  | 83 | 27 | +56 | 48 | Bajnok              |
| 2  | Bp. Honvéd         | 30 | 18 | 8  | 4  | 66 | 28 | +38 | 44 |                     |
| 3  | FTC                | 30 | 15 | 9  | 6  | 56 | 33 | +23 | 39 |                     |
| 4  | Vasas SC           | 30 | 18 | 3  | 9  | 72 | 43 | +29 | 39 |                     |
| 5  | Győri ETO          | 30 | 12 | 10 | 8  | 53 | 36 | +17 | 34 |                     |
| 6  | Pécsi Dózsa        | 30 | 13 | 6  | 11 | 41 | 38 | +3  | 32 |                     |
| 7  | Csepel             | 30 | 11 | 10 | 9  | 37 | 36 | +1  | 32 |                     |
| 8  | Tatabányai Bányász | 30 | 10 | 8  | 12 | 33 | 41 | -8  | 28 |                     |
| 9  | MTK                | 30 | 9  | 8  | 13 | 43 | 53 | -10 | 26 |                     |
| 10 | Salgótarjáni BTC   | 30 | 10 | 5  | 15 | 29 | 39 | -10 | 25 |                     |
| 11 | Haladás            | 30 | 7  | 11 | 12 | 26 | 44 | -18 | 25 |                     |
| 12 | Komlói Bányász     | 30 | 5  | 14 | 11 | 21 | 37 | -16 | 24 |                     |
| 13 | Diósgyőri VTK      | 30 | 7  | 9  | 14 | 31 | 51 | -20 | 23 |                     |
| 14 | Dunaújváros        | 30 | 9  | 5  | 16 | 26 | 48 | -22 | 23 |                     |
| 15 | VM Egyetértés      | 30 | 6  | 9  | 15 | 30 | 52 | -22 | 21 | Kiesett az NB II-be |
| 16 | Egri Dózsa         | 30 | 5  | 7  | 18 | 23 | 64 | -41 | 17 | Kiesett az NB II-be |

#### Eredmények összesítése
Az alábbi táblázatban összesítve szerepelnek a Ferencvárosi TC 1969-es bajnokságban elért eredményei.
| Ősz/tavasz (forduló)   | Otthon | Otthon | Otthon | Otthon | Otthon | Otthon | Otthon | Idegenben | Idegenben | Idegenben | Idegenben | Idegenben | Idegenben | Idegenben |
| Ősz/tavasz (forduló)   | M      | GY     | D      | V      | LG–KG  | GK     | P      | M         | GY        | D         | V         | LG–KG     | GK        | P         |
| ---------------------- | ------ | ------ | ------ | ------ | ------ | ------ | ------ | --------- | --------- | --------- | --------- | --------- | --------- | --------- |
| Tavaszi szezon (1–15.) | 8      | 7      | 0      | 1      | 25–8   | +17    | 14     | 7         | 3         | 4         | 0         | 11–8      | +3        | 10        |
| Őszi szezon (16–30.)   | 7      | 4      | 1      | 2      | 13–9   | +4     | 9      | 8         | 1         | 4         | 3         | 7–8       | –1        | 6         |
| Összesen (1–30.)       | 15     | 11     | 1      | 3      | 38–17  | +21    | 23     | 15        | 4         | 8         | 3         | 18–16     | +2        | 16        |

### Magyar kupa
| 1969. június 18. |

| Nagytétényi Kohász | 0 – 4       | Ferencváros              |
| ------------------ | ----------- | ------------------------ |
|                    | Jegyzőkönyv | Branikovits Juhász Szűcs |

| Budapest |

Nyolcaddöntő
| 1969. június 25. |

| Volán | 2 – 1       | Ferencváros |
| ----- | ----------- | ----------- |
|       | Jegyzőkönyv | Németh      |

| Budapest |

### Egyéb mérkőzések
| 1969. július 25. |

| Toronto Hungária | 2 – 8       | Ferencváros |
| ---------------- | ----------- | ----------- |
|                  | Jegyzőkönyv | nem ismert  |

| Toronto |

| 1969. július 27. |

| Kanadai Ligaválogatott | 3 – 7       | Ferencváros            |
| ---------------------- | ----------- | ---------------------- |
|                        | Jegyzőkönyv | Branikovits nem ismert |

| Toronto |

| 1969. július 28. |

| Kanadai Ligaválogatott | 0 – 8       | Ferencváros            |
| ---------------------- | ----------- | ---------------------- |
|                        | Jegyzőkönyv | Branikovits nem ismert |

| Toronto |

| 1969. július 31. |

| Ferencváros               | 2 – 0   | VÖEST Linz |
| ------------------------- | ------- | ---------- |
| Branikovits 41' Szőke 73' | (1 – 0) |            |

| Budapest Nézőszám: 2 500 Játékvezető: Petri Sándor (magyar) |

| 1969. augusztus 6. |

| Ferencváros  | 2 – 0       | Vienna |
| ------------ | ----------- | ------ |
| Németh Novák | Jegyzőkönyv |        |

| Népstadion, Budapest |

| 1969. augusztus 14. |

| Vienna | 1 – 3       | Ferencváros  |
| ------ | ----------- | ------------ |
|        | Jegyzőkönyv | Németh Novák |

| Bécs |

## Külső hivatkozások
- A csapat hivatalos honlapja (magyarul)
- Az 1969-es szezon menetrendje a tempofradi.hu-n (magyarul)